# Gematria
 (janvier 2021).
La gematria (de gvematria, gvematris ou gematrixf « guematria » ou « kabbale numérique » en français, גמטריא ou תוֹרַת הַמִספָּרִים « guématrie » ou « gématrie » en français, γεματρία ou αριθμολογία « arithmologie » en français, علم الأعداد ou الجيماتريا « sciences des nombres » en français) est une forme d'exégèse propre à la Bible hébraïque dans laquelle on additionne la valeur numérique des lettres et des phrases afin de les interpréter. Il s'agit d'une forme de numérologie ou science numérologique liée à l'étude et compréhension de textes sacrés. Gematria, Temura et Notarikon sont les trois procédés de la combinatoire des lettres (hokhmat ha-zeruf), pour déchiffrer la Torah. La littérature talmudique reconnaît l'intérêt de la gematria « classique » mais met en garde les profanes contre le risque de superstition.
Elle se fonde sur la numération hébraïque, dans laquelle, comme dans les autres civilisations méditerranéennes anciennes, les nombres sont notés avec les lettres de l'alphabet (voir par exemple numération abjad en arabe). Cette numérologie était utilisée originellement par les Sofrim (les « scribes », mais aussi « ceux qui racontent » ou « ceux qui comptent ») pour enseigner lecture et écriture et pour vérifier l'exactitude de leurs copies.
Le mot « gematria » est dérivé du mot grec signifiant « géométrie ». Dans cet article « gematria » et « guématrie » sont utilisés indifféremment. On rencontre aussi l'expression « numérologie hébraïque ».

## Gematria classique
Une valeur numérique est attribuée à chaque lettre de l'alphabet, selon l'ordre alphabétique de l'alphabet hébreu. On fait correspondre à chaque mot, la somme de ces valeurs.
| Nom    | Valeur numérique | Graphie |
| ------ | ---------------- | ------- |
| aleph  | 1                | א       |
| beth   | 2                | ב       |
| ghimel | 3                | ג       |
| daleth | 4                | ד       |
| he     | 5                | ה       |
| vav    | 6                | ו       |
| zayin  | 7                | ז       |
| het    | 8                | ח       |
| tet    | 9                | ט       |
| yod    | 10               | י       |
| kaf    | 20               | כ       |
| lamed  | 30               | ל       |
| mem    | 40               | מ       |
| nun    | 50               | נ       |
| samech | 60               | ס       |
| ayin   | 70               | ע       |
| pe     | 80               | פ       |
| tsade  | 90               | צ       |
| qof    | 100              | ק       |
| resh   | 200              | ר       |
| shin   | 300              | ש       |
| tav    | 400              | ת       |

Le Kaph final, Mem final, Noun final, Pé final et Tsadé final ont aussi une valeur numérique lesquelles sont respectivement 500, 600, 700, 800 et 900.
Un exemple classique de Gematria concerne le verset 14, 14 de la Genèse : « Abram, ayant appris que son parent était prisonnier, arma ses fidèles, enfants de sa maison, trois cent dix huit, et suivit la trace des ennemis jusqu'à Dan. » Rachi commente : « Nos rabbins ont enseigné : Eliézer était seul, mais la guematria  de son nom (אֱלִיעֶזֶר ,1+30+10+70+7+200) est trois cent dix-huit (Beréchith raba 42, 2, Nedarim 32a). » Une guématrie chrétienne sur le même verset se retrouve dans l'Épître de Barnabé (IX, 8).

## La Gematria Sidouri
Chaque lettre de l'alphabet se voit attribuer comme valeur numérique son rang dans l'ordre alpha-numérique : Aleph=1, Beth=2...Tav=22.
Exemple : la gematria sidouri du mot yélèd ילד qui signifie enfant vaut 26 car י=10 ל=12 et  4=ד.
Cette valeur (26) est identique à celle de la gematria, classique et Sidouri, du Tétragramme, le Nom divin de quatre lettres.

## La Gematriamystique
Dans la numération hébraïque, les neuf premières lettres ont les valeurs 1 à 9, les neuf suivantes ont les valeurs 10 à 90, et les quatre dernières ont les valeurs 100 à 400. 27 lettres sont nécessaires pour couvrir l'éventail jusqu'à 900. La gematria mystique fait remarquer qu'aucune valeur n'est attribuée aux lettres finales (kaf, mem, nun, pe et tsadi sofit), et leur donne donc les valeurs « manquantes », de 500 à 900, alors que ces valeurs ne sont pas utilisées dans la gematria classique.
| Nom                        | Valeur numérique | Graphie   |
| -------------------------- | ---------------- | --------- |
| Tav Qof ou Kaf Sofit       | 500              | ת"ק ou ך  |
| Tav Resh ou Mem Sofit      | 600              | ת"ר ou ם  |
| Tav Shin ou Nun Sofit      | 700              | ת"ש ou ן  |
| Tav Tav ou Pe Sofit        | 800              | ת"ת ou ף  |
| Tav Tav Qof ou Tsadi Sofit | 900              | תת"ק ou ץ |

### Le procédé par intégration «Millouï»
« De même que toutes choses sont contenues de manière latente dans les Sephiroth, de même les nombres et les lettres enferment-ils des ramifications spirituelles et numérologiques sans fin.  »[pas clair][réf. nécessaire]
Ainsi, la lettre Aleph (א), ne vaut pas seulement 1 mais aussi 111, puisqu'elle contient en elle la valeur des lettres qui composent son nom complet (אלף : 1 + 30 + 80 = 111)
Il en va de même pour toutes les autres lettres de l'alphabet. Les kabbalistes appellent ce procédé par le nom de « Millouï » ou valeur pleine ou « plérôme ».

## Gematria et herméneutique
D'un point de vue herméneutique, les rabbins mettent en relation les mots de la Bible ayant une même valeur numérique et s'interrogent sur la ou les relations que peuvent avoir entre eux les passages qui les contiennent. Exposant les règles de l'herméneutique talmudique, Marc-Alain Ouaknin (Le Livre brûlé) passe successivement en revue les sept règles de Hillel, les règles de Nahoum de Gamzo, les règles de Rabbi Akiba, les 13  règles de Rabbi Ichmaël, enfin les 32 règles de Rabbi Eliezer ben Rabbi Yossi le Galiléen, dont « la liste apparaît pour la première fois dans un texte du Xe siècle qui a pour auteur Abou Walid ibn Janah. […] Les principales nouveautés sont […] la Gematria […] et le procédé appelé Notarikon […]. Ces deux derniers procédés sont directement inspirés de procédés d'origine grecque. Dans la Aggada talmudique et dans le Midrach, ce sont essentiellement toutes les règles autres que celles de Hillel et de Rabbi Ichmaël qui sont utilisées. » Comme l'écrit Roger Le Déaut, « On peut penser ce que l'on voudra d'une méthode,  qui sera poussée à l'extrême dans la Qabbale — qui considère toute la Bible comme un message chiffré — il s'agit là d'une composante de l'herméneutique juive ancienne. »
Les correspondances entre mots/valeurs numériques, en gematria « mystique », sont censées partager des qualités similaires tout en « révélant d'autres aspects du Divin ». Ce système est fort utilisé dans des ouvrages majeurs du mysticisme juif, comme le Zohar.
La gematria devient, avec Abraham Aboulafia, un exercice spirituel de préparation à la vision extatique. La gematria, le Notarikon et la Temourah sont les trois outils du hokhmat ha-zeruf, la combinaison des lettres, une discipline de méditation propre au judaïsme basée sur la respiration. Le Tserouf ou « combinaison » est un ensemble de techniques d'accès à l'extase par la contemplation d'objets abstraits en vue de la libération de l'âme. Dans sa théorie de l'âme, Aboulafia est très plotinien. D'après ses adeptes, le Tserouf n'est pas une jonglerie de lettres, de chiffres et de mots mais une technique progressive permettant au disciple de libérer son âme dans une extase provoquée dont il pourra contrôler le déroulement. Or Ha Sechel, son maître livre, est un « traité de yoga judaïsé » comme le dit Gershom Scholem.
Raymond Lulle, un courtisan de la cour de Jacques d'Aragon à Gérone au XIIIe siècle qui devint plus tard Franciscain, invente sa méthode herméneutique à partir des méthodes de calcul abstrait de Aboulafia. Il nomme cela son grand Art et il consiste à :
« Combiner les noms exprimant les idées les plus abstraites et les plus générales par des procédés mécaniques, afin de juger par là de la justesse des propositions et de découvrir des vérités nouvelles. »
À partir du XVIe siècle, spécialement du fait de l'intervention d'humanistes, comme Pic de la Mirandole, la gematrie devient une forme de numérologie appliquée à l'alphabet hébreu et au texte biblique.

## Gématrie arabe
L'alphabet arabe comprend 28 consonnes qui permettent d'atteindre la valeur 1000 :
| Nom  | Valeur Numérique | Graphie |
| A    | 1                | أ       |
| Ba   | 2                | ب       |
| Ja   | 3                | ج       |
| Da   | 4                | د       |
| Ha   | 5                | ه       |
| Wa   | 6                | و       |
| Za   | 7                | ز       |
| Hà   | 8                | ح       |
| Tô   | 9                | ط       |
| Ya   | 10               | ي       |
| Ka   | 20               | ك       |
| La   | 30               | ل       |
| Ma   | 40               | م       |
| Na   | 50               | ن       |
| Sa   | 60               | س       |
| Aâ   | 70               | ع       |
| Fa   | 80               | ف       |
| Sô   | 90               | ص       |
| Q'â  | 100              | ق       |
| Ra   | 200              | ر       |
| Châ  | 300              | ش       |
| Tâ   | 400              | ت       |
| Stha | 500              | ث       |
| Khâ  | 600              | خ       |
| D'hâ | 700              | ذ       |
| Dô   | 800              | ض       |
| Zô   | 900              | ظ       |
| G'hâ | 1000             | غ       |

Tableau de correspondances hébreu, grec/romain et arabe 